# Notoxus brachycerus
Notoxus brachycerus là một loài bọ cánh cứng trong họ Anthicidae. Loài này được Faldermann miêu tả khoa học năm 1837.